# Тресна (приток Званы)
Тресна — река в России, протекает по Вологодской и Тверской областях. Левый приток Званы. Длина — 21 км, площадь водосборного бассейна — 144 км².
Исток реки находится примерно на 1,5 км южнее деревни Кононово. Река течёт на север пересекая в этой деревне автомобильную дорогу. Далее она протекает по ненаселённой лесной местности, сначала на север, далее на восток и юго-восток. Нижнее течение реки проходит по Тверской области. По правому берегу реки — заболоченный лес, а по левому обширные болота, местами лишённые леса. В реку выходят стоки мелиоративных канав. Имеет левый приток Езенец, который течёт на юг и впадает в северной точке Тресны. Впадает слева в Звану в 34 км от её устья.

## Данные водного реестра
По данным государственного водного реестра России относится к Верхневолжскому бассейновому округу, водохозяйственный участок реки — Рыбинское водохранилище до Рыбинского гидроузла и впадающие в него реки, без рек Молога, Суда и Шексна от истока до Шекснинского гидроузла, речной подбассейн реки — Реки бассейна Рыбинского водохранилища. Речной бассейн реки — (Верхняя) Волга до Куйбышевского водохранилища (без бассейна Оки).
Код объекта в государственном водном реестре — 08010200412110000005191.